# Nenad Pralija
Nenad Pralija (né le 11 décembre 1970 à Split) est un footballeur international croate des années 1990 et 2000.

## Biographie
En tant que milieu de terrain, Nenad Pralija fut international croate à onze reprises (1995-1997) pour un but inscrit.
Il honora sa première sélection le 11 juin 1995 contre l'Ukraine, inscrivit son seul but en sélection contre la République tchèque lors du tournoi Hassan II 1996 et connut sa dernière sélection le 12 juin 1997 contre la Turquie.
Il joua pour des clubs croates (RNK Split, Hajduk Split et HNK Trogir), espagnols (RCD Espanyol Barcelone), italiens (Reggina Calcio) et israéliens (Maccabi Haïfa), remportant plusieurs titres en Croatie et en Israël. Il arrêta sa carrière en 2007.

## Palmarès
Croatie
- Tournoi Hassan II
  - Vainqueur en 1996

 Hajduk Split
- Championnat de Croatie
  - Champion en 1994, 1995, 2004 et 2005
- Coupe de Croatie
  - Vainqueur en 1995
  - Finaliste en 2005
- Supercoupe de Croatie
  - Vainqueur en 1993, 1994 et 2004

 Maccabi Haïfa
- Championnat d'Israël
  - Champion en 2001 et en 2002
  - Vice-champion en 2003
- Coupe d'Israël
  - Finaliste en 2002
- Coupe de la Ligue d'Israël
  - Vainqueur en 2003